# Matthias Alberti
Matthias Alberti (* 1963 in Darmstadt) ist ein deutscher Medienmanager. Er war Unterhaltungschef von RTL, von 2006 bis 2010 Geschäftsführer des deutschen Privatsenders Sat. 1, danach Geschäftsführer bei Kimmig Entertainment. Derzeit ist er Manager bei Constantin Entertainment.

## Leben

### Herkunft
Albertis Eltern führten eine Konzertagentur. Dadurch lernte er als Kind bereits deutschlandweit bekannte Komiker wie Otto Waalkes oder Karl Dall kennen.

### Ausbildung
Alberti studierte Biologie und Chemie. Neben seinem Studium war er als Regieassistent bei Show-Produktionen in München, Darmstadt und Mainz tätig.

### Berufliches Wirken
Alberti begann als freier Mitarbeiter bei RTL, wo er u. a. für das Reisequiz „Ein Tag wie kein anderer“ arbeitete. 1994 wurde er als  Redakteur bei RTL angestellt. Ab 1997 war er Executive Producer und trug damit für RTL-Shows zur Hauptsendezeit die Verantwortung. Weiter oblag ihm die Koordination bei Sonderprojekten, wie beispielsweise dem RTL-Auftritt bei der Telemesse. Er war Programm-Manager und verantwortete die Einführung erfolgreicher Shows und Serien wie Traumhochzeit, 7 Tage, 7 Köpfe oder auch Wer wird Millionär? mit Günther Jauch. Im Jahr 2000 übernahm er die Verantwortung für die Comedy- und Hauptabend-Shows und war damit Unterhaltungschef von RTL bis 2002. Im Januar 2006 wurde er als Nachfolger des Schweizers Roger Schawinski Geschäftsführer von Sat 1. 2010 wechselte er zur Produktionsfirma Kimmig Entertainment. Er war als Geschäftsführer für den Bereich Development verantwortlich.
Seit 2021 arbeitet Alberti als Manager in München für Constantin Entertainment, einer Tochtergesellschaft von Constantin Film.

### Privates
Markant ist Albertis Körpergröße von 2,12 m bei einer Schuhgröße von 50.